# Алиса Кожикина
Алиса Алексеевна Кожикина (на руски: Алиса Алексеевна Кожи́кина) е руска певица. Многократен участник и победител в руски и международни музикални конкурси – „Детская Новая волна 2012“, „Голос Дети“, сезон 1 (2014, 1-во място), Детски песенен конкурс Евровизия 2014 (5-о място).

## Биография
Алиса Кожикина е родена на 22 юни 2003 г. в село Успенка, Курска област. Майка ѝ свири на пиано. На 4 години, Алиса започва да учи пеене под ръководството на Виктор и Олеся Лукяновски. На 6 години започва да посещава музикалното училище, където свири на пиано. До края на втори клас на музикалното училище, учи програмата за 5 – 6 класа.
В Курчатов Алиса Кожикина участва в множество конкурси. Победителка е в конкурса „Созвездие молодых“, носител на голямата награда на Санкт Петербург в „Праздник детства“ и „Роза ветров. Москва – Россошь транзит“. През 2012 г. тя се превръща в един от победителите в квалификационния кръг и представя Русия на конкурса „Детская Новая волна 2012, който се провежда между 15 – 17 август в „Артек“.
През 2014 г. участва в първия сезон на детския песенен конкурс „Голос Дети“ по Первий канал. Неин ментор е известният продуцент Максим Фадеев. На финала Кожикина пее „The Best“ на Тина Търнър, а на суперфинала „Всё“ – кавър на „My All“ на Марая Кери с нов руски текст, написан от нейния ментор. Алиса Кожикина печели конкурса, като за нея гласуват повече от 400 000 души – 58,2% от зрителите. Наградата за победата е 500 хиляди рубли и договор с лейбъла Universal Music Group.
На 22 септември 2014 г. става известно, че Алиса Кожикина е избрана като представител на Русия в конкурса Детска Евровизия 2014. Тя изпълненява песента „Dreamer (Белые ангелы)“ и заема пето място. Музиката за конкурса пише Максим Фадеев, а текста – самата Алиса, заедно с Олга Серябкина от група Серебро.
Кожикина е специален гост на музикалните награди „Муз-ТВ 2014. Эволюция“ през юни 2014 г. Озвучава всички вокални партии на главния герой в руската версия на американския филм „Ани“, който излиза по руските кина на 19 март 2015 г.
През април 2015 г. Алиса Кожикина издава първия си сингъл чрез Universal Music – кавър версия на песента „Get Lucky“ на група Daft Punk. До август, излизат още два сингъла – „Шапочка“ и „Я лежу на пляже“. През есента на 2015 г. нейната песен „Стала сильнее“ е включена в програмите на десетки радиостанции в Русия и по света. Песента достига 53-то място в класацията TopHit Weekly General и 74-та позиция в класацията Top Hit Weekly Russia.
През 2015 г. заедно с Семьон Трескунов Алиса Кожикина изпълнява заглавната песен за пълнометражния анимационен филм „Крепость. Щитом и мечом“. През 2016 г. в сътрудничество с френския телевизионен канал Gulli записва саундтрака за анимационния сериал „Принцеса Сиси“, който е излъчван в руската версия на канала от декември 2015 г.
В началото на 2016 г. Кожикина участва като изпълнител в шоуто на Братя Сафронови на Нова година – „Алиса в страната на чудесата“, на която присъстват повече от 12 000 души. На 13 май 2016 г. в Белгород се провежда първият самостоятелен концерт на Алиса Кожикина.
На 1 ноември 2016 г. е издаден нейният дебютен албум „Я не игрушка“. Музикалнотото видео към заглавното парче от него е качено в YouTube на 31 октомври и събира 1 млн. гледания за по-малко от два дни.

## Сътрудничество
След „Голос Дети“ подписва договор за 10-годишно сътрудничество с ментора ѝ в шоуто Максим Фадеев, но до края на 2015 г. става ясно, че Алиса Кожикина го прекратява. Според Фадеев, решението да се преустанови временно поп кариерата ѝ е на родителите на Алиса, които смятат, че за дъщеря им е по-важно да се съсредоточи върху образованието си.
Сътрудничи с композитора от Санкт Петербург Михаил Чертищев. Той пише песните „Шапочка“, „Я лежу на пляже“, „Падала“, „Стала сильнее“ и „Белые снежинки“.

## Дискография

### Албуми
| Година | Заглавие                                                                           |
| ------ | ---------------------------------------------------------------------------------- |
| 2016   | „Я не игрушка“ - Издаден: 1 ноември 2016 г. - Лейбъл: Mikhail Chertishchev Records |

### Сингли
| Година | Заглавие                             | Класация               | Класация                       | Класация              | Тип              | Албум          |
| Година | Заглавие                             | ОНД                    | ОНД                            | РУС                   | Тип              | Албум          |
| Година | Заглавие                             | Top Hit Weekly General | Top Hit Weekly Audience Choice | Top Hit Weekly Russia | Тип              | Албум          |
| ------ | ------------------------------------ | ---------------------- | ------------------------------ | --------------------- | ---------------- | -------------- |
| 2014   | „Dreamer“                            | 313                    | 188                            | 1765                  |                  |                |
| 2015   | „Get Lucky“ (Live)                   | —                      | —                              | —                     | Дигитален сингъл |                |
| 2015   | „Шапочка“                            | —                      | —                              | —                     | Дигитален сингъл | „Я не игрушка“ |
| 2015   | „Я лежу на пляже“                    | 216                    | 238                            | 1077                  | Дигитален сингъл | „Я не игрушка“ |
| 2015   | „Падала“                             | —                      | —                              | —                     | Дигитален сингъл | „Я не игрушка“ |
| 2015   | „Стала сильнее“                      | 53                     | 174                            | 74                    | Дигитален сингъл | „Я не игрушка“ |
| 2015   | „Твоя дорога“ (със Семьон Трескунов) | —                      | —                              | —                     | Дигитален сингъл |                |
| 2015   | „Чёрный дым“                         | —                      | —                              | —                     | Дигитален сингъл |                |
| 2015   | „Белые снежинки“                     | 345                    | 327                            | 1524                  | Дигитален сингъл | „Я не игрушка“ |
| 2016   | „Принцесса Сисси“                    | —                      | —                              | —                     |                  |                |
| 2016   | „Я не игрушка“                       |                        |                                |                       |                  | „Я не игрушка“ |